# Đế quốc thực dân Bỉ
Đế quốc thực dân Bỉ gồm ba thuộc địa của Bỉ từ năm 1901 đến năm 1962 là: Congo thuộc Bỉ (nay là Cộng hòa Dân chủ Congo, Rwanda và Burundi. Đế quốc này không giống như các thế lực đế quốc châu Âu khác ở chỗ 98% diện tích của nó là một thuộc địa (gấp khoảng 76 lần nước Bỉ) - Congo thuộc Bỉ - vốn là tài sản cá nhân của quốc vương Léopold II. Khuynh hướng tại Bỉ đề cập đến sự chiếm giữ hải ngoại của mình là "thuộc địa" hơn là đế quốc. Cộng thêm đó, không giống như các quốc gia khác cùng thời như Anh Quốc hay Pháp, thực dân Bỉ không có vua theo kiểu "Hoàng đế."

## Bối cảnh
Bỉ đã chỉ giành được độc lập cho mình vào năm 1830 (trước đó vào từ năm 1815-1830, Bỉ là một bộ phận của Vương quốc Liên hiệp Hà Lan. Vào lúc này, Bỉ tiến vào một tư thế mà có thể coi là một đế quốc hải ngoại, các thế lực đế quốc chính như Anh Quốc và Pháp và trên mức độ nào đó là Tây Ban Nha, Bồ Đào Nha và Hà Lan đã có sẵn hầu hết các lãnh thổ đầy hứa hẹn về mặt kinh tế để thực dân hóa trong phạm vi ảnh hưởng của mình. Năm 1843, Vua Léopold I đã ký một khế ước với Ladd & Co để thực dân hóa Vương quốc Hawaii, nhưng sự thỏa thuận này đã thất bại khi Ladd & Co. gặp phải khó khăn về tài chính. Vua Leopold II đã thử cố gắng để chính quyền của ông thiết lập được thuộc địa, nhưng do thiếu tài nguyên để phát triển các lãnh thổ được để mắt tới cho nên kế hoạch của ông đã thất bại.

## Nhà nước Tự do Congo (1885-1908)
Vua Léopold II đã khai thác Congo để có được nguồn cao su thiên nhiên, vốn bắt đầu là hàng hóa có giá trị cao. Hệ thống cai trị của ông tại Congo hoạt động như một chế độ thực dân làm việc cưỡng bức, với việc giết hay gây tàn tật như một hành vi trừng phạt những người dân bản xứ không thực hiện đủ khối lượng và phân bổ không đều mủ cao su. Ước tính đã có hàng triệu người Congo chết trong thời kỳ này, mặc dù nhiều người trong số họ có thể bị quy là mắc các bệnh truyền nhiễm của thực dân châu Âu (do không có kháng thể).
Mặc dù Nhà nước Tự do Congo không phải là thuộc địa của Bỉ về mặt chính thức, Bỉ là thế lực được hưởng lợi chủ yếu. Sự giàu có này đã được vua Leopold II trích ra để sử dụng cho việc xây dựng một số công trình nghệ thuật công cộng tinh tế tại Bruxelles, Ostend và Antwerp. Việc này đã khiến cho ông được ghi công cho nhiều công trình xây dựng.

## Congo thuộc Bỉ (1908-1960)
Năm 1908, trong một hành động xoa dịu sự phản đối quốc tế về tính tàn bạo của Nhà nước Tự do Congo, chính quyền Bỉ đã đồng ý sáp nhập nơi đây thành một thuộc địa, là lập tức đổi tên thành Congo thuộc Bỉ. Bỉ cũng sáp nhập Katanga, một lãnh thổ nằm dưới sự kiểm soát của Nhà nước Tự do Congo. Đây là một trong ba thuộc địa của Bỉ và có diện tích lớn hơn rất nhiều so với hai thuộc địa nhỏ bé ở phía đông. Congo thuộc Bỉ giành được độc lập vào ngày 30 tháng 6 năm 1960 và nay có tên là Cộng hòa Dân chủ Congo và là nước có diện tích lớn thứ hai tại châu Phi (sau Algérie).

## Nhượng địa Thiên Tân
Cùng với một vài thế lực châu Âu khác và Hoa Kỳ, sau cuộc tấn công của Nghĩa Hòa đoàn vào các đại sứ tại Bắc Kinh. Bỉ cũng giành được một nhượng địa với vài kilômét vuông ở Thiên Tân, hải cảng mở của Trung Quốc. Lãnh thổ này về cơ bản là một cảng thương mại hơn là một thuộc địa và được trả lại Trung Quốc năm 1930.

## Rwanda-Urundi
Trong chiến dịch Đông Phi của Thế chiến I, phần tây bắc của Đông Phi thuộc Đức, Rwanda-Urundi đã bị quân Bỉ và Congo xâm chiếm năm 1916, và vẫn chiếm đóng chúng khi kết thúc chiến tranh năm 1918. Theo Hiệp ước Versailles, phần lớn lãnh thổ Đông Phi thuộc Đức được giao cho Anh kiểm soát, nhưng Rwanda-Urundi, lớn gấp 2 lần nước Bỉ, nhưng chỉ bằng 2% so với Congo, được Hội Quốc Liên Ủy trị thừa nhận là lãnh thổ bảo hộ của Bỉ năm 1924, và sau đó là Lãnh thổ Ủy trị của Liên Hợp Quốc. Lãnh thổ giành dược độc lập và chia tách thành hai quốc gia là Rwanda và Burundi năm 1962, đế quốc thực dân Bỉ đến đây là chấm dứt.